# Petrovac (kommun)
Petrovac är en kommun i Bosnien och Hercegovina.   Den ligger i entiteten Republika Srpska, i den västra delen av landet, 160 km väster om huvudstaden Sarajevo.